# Primera División Uruguaya 1958
Il campionato era formato da dieci squadre e il Peñarol vinse il titolo.

## Classifica finale
| Pos. | Squadra              | G  | V  | N | P  | GF | GS | Punti |
| ---- | -------------------- | -- | -- | - | -- | -- | -- | ----- |
| 1    | Peñarol              | 18 | 10 | 4 | 4  | 33 | 16 | 24    |
| 2    | Nacional             | 18 | 8  | 7 | 3  | 37 | 15 | 23    |
| 3    | Rampla Juniors       | 18 | 10 | 3 | 5  | 29 | 18 | 23    |
| 4    | Sud América          | 18 | 7  | 7 | 4  | 20 | 16 | 21    |
| 5    | Montevideo Wanderers | 18 | 5  | 8 | 5  | 26 | 28 | 18    |
| 6    | Liverpool            | 18 | 7  | 3 | 8  | 26 | 40 | 17    |
| 7    | Defensor             | 18 | 5  | 6 | 7  | 32 | 32 | 16    |
| 8    | Cerro                | 18 | 3  | 8 | 7  | 20 | 26 | 14    |
| 9    | Danubio              | 18 | 2  | 9 | 7  | 24 | 35 | 13    |
| 10   | Fénix                | 18 | 3  | 5 | 10 | 24 | 45 | 11    |

G = Partite giocate; V = Vittorie; N = Nulle/Pareggi; P = Perse; GF = Goal fatti; GS = Goal subiti; 

## Classifica marcatori
| Gol |  |  | Giocatore       | Squadra        |
| --- |  |  | --------------- | -------------- |
| 12  |  |  | Manuel Pedersen | Rampla Juniors |